# 401e brigade blindée
La 401e brigade blindée « Ikvot HaBarzel » (hébreu : עקבות הברזל) est une brigade blindée de la 162e division des forces de défense israéliennes.

## Histoire
Elle est créée en 1966 peu avant la guerre des Six Jours. Elle participe aux batailles dans le Sinaï au cours de la guerre du Kippour en 1973, et lors de l’invasion israélienne du Liban en 1982. 
La brigade est basée dans la région de la vallée du Jourdain et effectue des opérations dans la bande de Gaza, à Hébron et dans d’autres zones de Cisjordanie. Son principal équipement réside en des Merkava Mark IV, char qui intègre les dernières technologies mises au point en Israël en ce qui concerne la conduite de tir, la stabilisation de l'armement, les blindages, les communications et la puissance de feu.
Elle joue un rôle essentiel lors de la guerre de Gaza de 2008-2009. La 401e brigade entre dans la bande de Gaza par le corridor de Netzarim et poursuit son avance jusqu'à atteindre la côte, coupant ainsi la bande en deux.
Les chars Merkava Mk. 4M de la 401e brigade ont éliminé entre 120 et 130 combattants du Hamas lors d'affrontements au sol de la guerre de Gaza de 2014.

### Guerre de Gaza (depuis 2023)

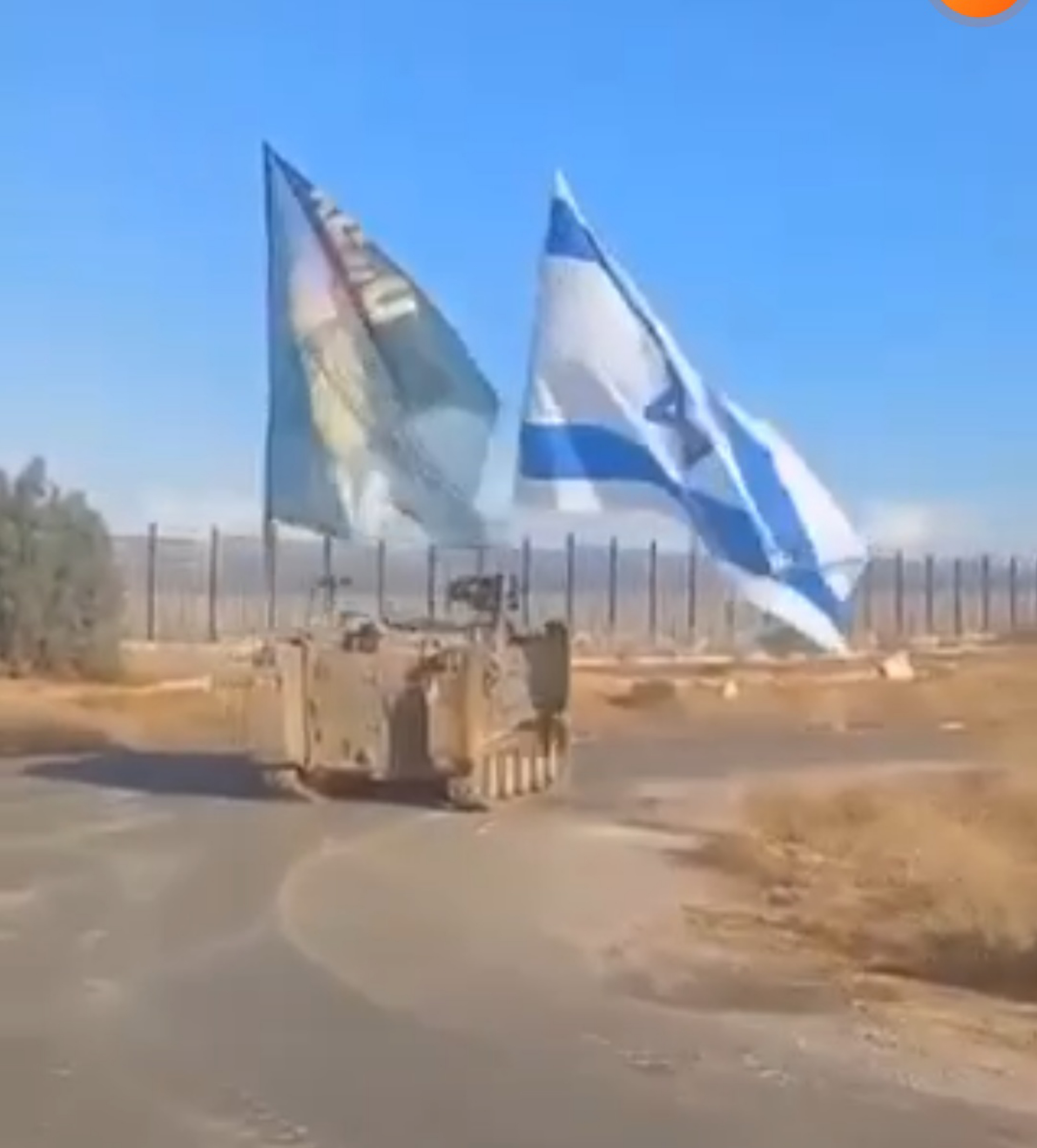
Blindé israélien de la 401e brigade s'engageant dans le corridor de Philadelphie (7 mai 2024).

Le 52e bataillon de la 401e brigade est impliqué dans des combats près de Zikim le 10 octobre 2023, selon une vidéo publiée sur les réseaux sociaux par Tsahal. 
L'unité participe aux côtés de la brigade du Nahal à l'offensive sur Rafah en juin 2024. Celles-ci percent la majeure partie de la route de Philadelphie depuis le sud et encerclent quasiment la ville de son côté sud.
Le commandant Ehsan Daxa est tué par un engin explosif en octobre 2024 à Jabaliya, pendant le siège du nord de Gaza,. Il est l'un des officiers les plus gradés à avoir été tué dans les combats à Gaza. Meir Biderman est nommé commandant par intérim de l'unité.
Après deux mois d'intenses combats, la brigade est remplacée début janvier 2025 par la 188e brigade blindée, récemment redéployée du Liban. 

#### Suspicion de crimes de guerre
La fondation Hind Rajab identifie la 401e brigade et son commandant comme responsables de la mort d’Hind Rajab et de sa famille, ainsi que des ambulanciers venus la secourir, le 29 janvier 2024. Elle dépose une plainte en ce sens auprès de la cour pénale internationale de La Haye, le 3 mai 2025, à l’encontre du lieutenant-colonel Beni Aharon et des officiers commandant sur le terrain,.

## Organisation
- 401e brigade blindée « Ikvot HaBarzel »
  -  9e bataillon blindé « Eshet » (Merkava Mk. 4M)
  -  46e bataillon blindé « Shelah » (Merkava Mk. 4M)
  -  52e bataillon blindé « Ha-Bok'im » (Merkava Mk. 4M)
  -  601e bataillon du génie blindé « Asaf »
  - Bataillon logistique « Iron Trails »
  - 298e compagnie de transmissions « Eyal »